# DVD區域碼

DVD區域碼分布圖

數碼影碟區域碼限制，俗稱DVD區域碼，即最主要就是保障每個地區的影音產品經銷商與代理商的權益，而專為DVD-Video所制定出的「限定在某區域內才能正常使用」的區域碼限制，用以杜絕產品平行輸入的問題，避免某區域未上映的電影的票房收入因為其DVD-Video的流通而造成損失。

## 概述
DVD播放機與DVD-Video的區域碼限制，是由美國八大影業（華特迪士尼公司、索尼影視娛樂、派拉蒙電影公司、環球影業、華納兄弟、二十世紀福斯、米高梅、聯美）制定，將DVD播放機與DVD-Video區分成九個區域碼來製造與發行。
大多數的DVD播放機只會有一個區域碼，大多數的美國八大影業成員發行的DVD-Video只會有一個區域碼。但是，有些DVD-Video會有兩個以上的區域碼（例如第一區至第三區）。另外，有些非美國八大影業成員發行的DVD-Video沒有區域碼。若想用只有一個區域碼的DVD播放機或光驱播放其他區域碼的DVD-Video，則必須透過破解芯片、软件破解（如早期版本的VLC多媒體播放器）或用遙控器輸入一些按鍵來解除DVD播放機本身的區域限制，也有厂商生产了能播放所有区域DVD的影碟机。DVD光碟機通常可重設DVD區域碼5次，完成第5次後即固定區域碼而無法再重設。

## 區域碼
目前DVD區域碼總共可以區分為十個不同的區域：
| DVD區域碼限制 | DVD區域碼限制 |
| 區域號碼      | 區域限制 |
| ------------- | --- |
| 0             | 非正式術語，意思是“全世界”。0區碼不是官方設置標誌，0區碼的光碟沒有設置標誌，而1-6區碼的光碟有設置標誌。                                          |
| 1             | 加拿大、美國、百慕大、美國管轄地區 |
| 2             | 歐洲（俄羅斯、白俄羅斯和烏克蘭除外）、中東（僅傳統西亞地區）、南非、斯威士蘭、萊索托、格陵蘭、日本、法國海外領地（例如法屬圭亞那、新喀里多尼亞） |
| 3             | 臺灣、香港、澳門、韓國、東南亞 |
| 4             | 墨西哥、中美洲、南美洲（法屬圭亞那除外）、加勒比地區（波多黎各除外）、大洋洲（新喀里多尼亞除外）                                                 |
| 5             | 俄羅斯、白俄羅斯、烏克蘭、非洲（埃及、南非、斯威士蘭、萊索托除外）、中亞、南高加索國家、南亞、蒙古、北韓                                         |
| 6             | 中國大陸 |
| 7             | 預留 |
| 8             | 國際管轄地區，例如民航機及客輪內。 |
| ALL           | 全區碼，是任何區碼的DVD播放機都可播放的光碟。 |